# Cipriano Castro
José Cipriano Castro Ruiz (n. 12 octombrie 1858, Capacho, Táchira, Venezuela – d. 4 decembrie 1924, Venezuela) a fost un militar și om politic, președintele Venezuelei în perioada 20 octombrie 1899-19 decembrie 1908.